# Petteri Kari
Petteri Kari (Salo, 5 april 1971) is een Fins voormalig voetbalscheidsrechter. Hij was in dienst van FIFA en UEFA tussen 2001 en 2012. Ook leidde hij tot 2016 wedstrijden in de Veikkausliiga.
Op 24 augustus 2000 maakte Kari zijn debuut in Europees verband tijdens een wedstrijd tussen Cork City en Lausanne Sports in de voorrondes van de UEFA Cup; het eindigde in 0–1 in het voordeel van de Zwitsers en de Finse leidsman trok zesmaal een gele kaart. Zijn eerste interland floot hij op 4 juni 2000, toen Estland met 2–0 won van Wit-Rusland. Tijdens deze wedstrijd toonde Kari aan drie spelers een gele kaart.

## Interlands
| Datum            | Plaats                 | Wedstrijd                        | Uitslag | Competitie           | Kreeg geel | Kreeg voor de tweede keer geel en dus rood | Weggestuurd |
| ---------------- | ---------------------- | -------------------------------- | ------- | -------------------- | ---------- | ------------------------------------------ | ----------- |
| 4 juni 2000      | Tallinn, Estland       | Estland – Wit-Rusland            | 2 – 0   | Vriendschappelijk    | 3          | 0                                          | 0           |
| 28 maart 2001    | Glasgow, Schotland     | Schotland – San Marino           | 4 – 0   | WK 2002 kwalificatie | 3          | 0                                          | 0           |
| 25 april 2001    | Kopenhagen, Denemarken | Denemarken – Slovenië            | 3 – 0   | Vriendschappelijk    | 2          | 0                                          | 0           |
| 31 maart 2004    | Tallinn, Estland       | Estland – Noord-Ierland          | 0 – 1   | Vriendschappelijk    | 6          | 0                                          | 0           |
| 29 mei 2004      | Szczecin, Polen        | Polen – Griekenland              | 1 – 0   | Vriendschappelijk    | 3          | 0                                          | 0           |
| 15 oktober 2008  | Belfast, Noord-Ierland | Noord-Ierland – San Marino       | 4 – 0   | WK 2006 kwalificatie | 4          | 0                                          | 1           |
| 19 november 2008 | Maribor, Slovenië      | Slovenië – Bosnië en Herzegovina | 3 – 4   | Vriendschappelijk    | 10         | 0                                          | 0           |
| 3 maart 2010     | Luxemburg, Luxemburg   | Luxemburg – Azerbeidzjan         | 1 – 2   | Vriendschappelijk    | 0          | 0                                          | 0           |
| 6 september 2011 | Luxemburg, Luxemburg   | Luxemburg – Albanië              | 2 – 1   | EK 2012 kwalificatie | 3          | 1                                          | 1           |